# Dirks Steenhuis
Dirks Steenhuis was een kasteel in het Nederlandse dorp Warmond, provincie Zuid-Holland. Het voormalige kasteelterrein is een rijksmonument.

## Geschiedenis
In het midden van de 13e eeuw streefde de familie Van Teylingen naar machtsuitbreiding richting Warmond. Hiertoe bouwden ze twee kastelen: Dirks Steenhuis en het kasteel Oud Teylingen.
Het Steenhuis is waarschijnlijk door Willem van Teylingen gesticht, maar zou uiteindelijk de naam gaan dragen van zijn zoon Dirk van Teylingen. Dirk droeg het kasteel in 1276 op aan Floris van Henegouwen, om het in leen weer terug te ontvangen. Bij deze transactie werd bedongen dat Dirk het kasteel als open huis voor Floris beschikbaar moest stellen. In 1282 overleed Dirk en hij liet het Steenhuis na aan zijn zoon Jan. In 1304 stierf Jan, zonder erfgenamen achter te laten, waardoor het Steenhuis terugviel aan de leenheer, de graaf van Holland.
De heren Van Voorne kregen nu het Steenhuis in bezit. In 1358 kwam het aan Hendrik van Borsele.
Albrecht van Beieren schonk het kasteelterrein in 1386 aan de cisterciënzer orde die in Warmond het nieuwe klooster Mariënhaven wilde stichten. Waarschijnlijk was het kasteel toen al enige tijd geleden afgebroken.
De locatie van het Steenhuis was lange tijd onduidelijk. Pas in 1965 werd de locatie teruggevonden dankzij de archeologische opgravingen van Jaap Renaud. Behalve de fundamenten van het kasteel werd er ook aardewerk aangetroffen.
Anno 2023 ligt op het terrein de kinderboerderij De Kloosterhof.

## Beschrijving
Het kasteel is in fasen gebouwd. Het oudste deel was de 13e-eeuwse woontoren van ongeveer 11 bij 14,5 meter groot, gebouwd op een omgracht cirkelvormig terrein met een doorsnede van 50 meter. De woontoren stond aan de westzijde van dit terrein. Tegen de toren verrees nog een bijgebouw. Hierna is het cirkelvomige kasteelterrein voorzien van een ringmuur die aansloot op de woontoren. In de oostzijde van de ringmuur werd later nog een vierkant poortgebouw aangebracht. Noordelijk van het kasteel lag de eveneens omgrachte voorburcht.
De burcht leek op kasteel Teylingen, maar was kleiner.
Abbenbroek · Abspoel · Adegeest · Slot Alkemade ·  Altena · Arkelsburg · Bellesteyn · Huis ten Berghe · Binckhorst · Binnenhof · Blijdestein · Te Blotinghe · Boekenburg · Boekhorst · Boshuysen · Bulgersteyn · Burcht (Leiden) · Burcht (Voorne) · Slot Capelle · Coebel · Cranenburg · Crayestein · Cronesteyn · Crooswijk · Develstein · 't Huys Dever · Dirks Steenhuis · Ter Does · Duivenstein · Duivenvoorde · Endegeest · Endepoel · Foreest · Giessenburg · Gravensteen · Groot Haesebroek · 's Heeraartsberg · Hof van Wateringen · Holy · Slot Honingen · Kasteel van de Heren van Arkel · Kasteel van Gouda · Keenenburg · Kasteel Keukenhof · Klein Poelgeest · Huis te Langerak · Langestein · Huis te Liesveld · Ter Lips · De Loo · Madeburcht · Marenburch · Meerburg · Huis te Merwede · Huis ter Mey · Kasteel van der Meye · Niemandsvriend · Noordeloos · Oud-Berendrecht · Oud-Poelgeest · Oud Teylingen · Paddenpoel · Persijn · Groot Poelgeest · Hof van Putten · Puttensteyn · Landgoed De Raephorst · Kasteel Ravesteyn · Kasteel van Rhoon · Rijnegom · Rijnenburg · Huis te Riviere · Rodenburg · Hofstad Rodenrijs · Rodenrijs · Rosenburgh · Huis Roucoop · Santhorst · Schelluinderberg · Schonenburg · Kasteel van Schoonhoven · Souburgh · Spangen · Starrenburg · Huis ter Specke · Steenvoorde · Stenevelt · Slot Teylingen · Den Toll · Torenvliet · Slot Valckesteyn · Huis ter Waard · Warmont · Ter Weer · Hof van Wena · Kasteel Westerbeek · Huis te Woude · Kasteel van IJsselmonde · 't Zand · Huis Zevender · Kasteel aan de Zevender · Zijlhof · Zonneveld · Huis Zuidwijk · Zwieten